# Маел Сехнайлл мак Маел Руанайд

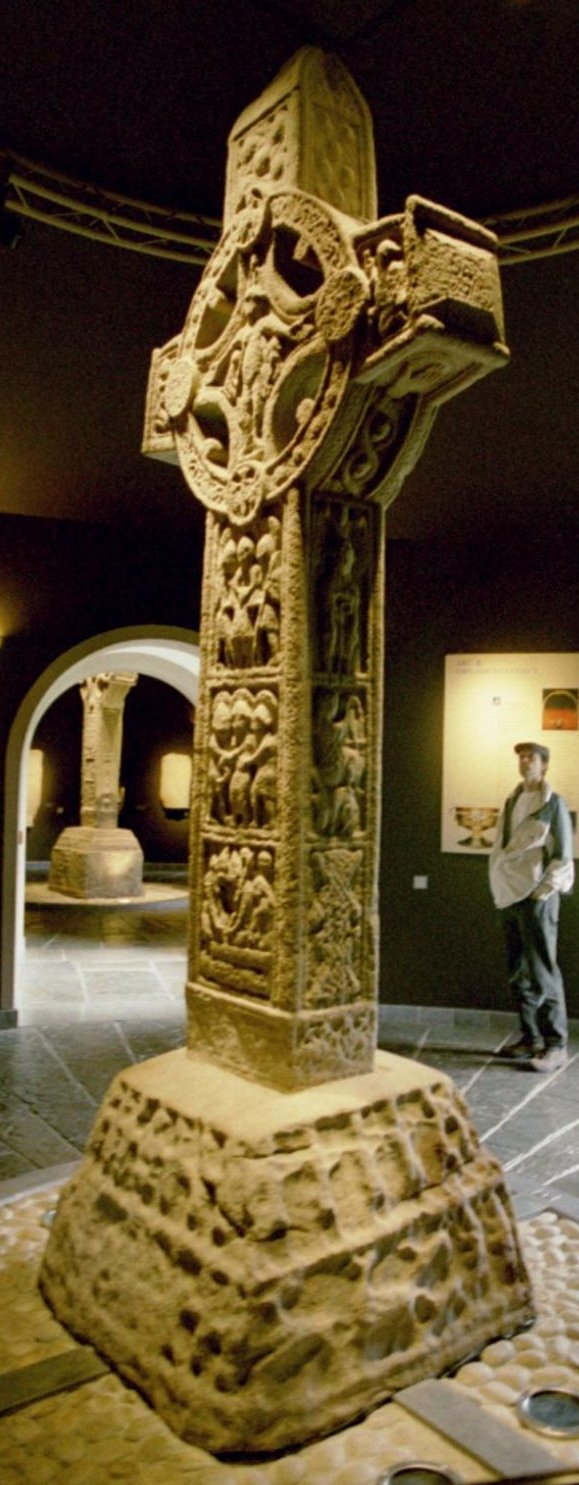
Хрест Письма в монастирі Клонмакнойс, зроблений на замовлення Фланна Сінна — сина Маела Сехнайлла і поставлений у 901 році.

Маел Сехнайлл мак Маел Руанайд — (ірл. Máel Sechnaill mac Máele Ruanaid) — верховний король Ірландії (Ard Rí). Час правління: 846—862. «Літопис Ольстера» використав щодо нього старовинний термін rí hÉrenn uile — король всієї Ірландії у некролозі, розрізняючи Маела Сехнайлла мак Маела Руанайда та інших верховних королів Ірландії — «королів Тари».

## Походження та історичний фон

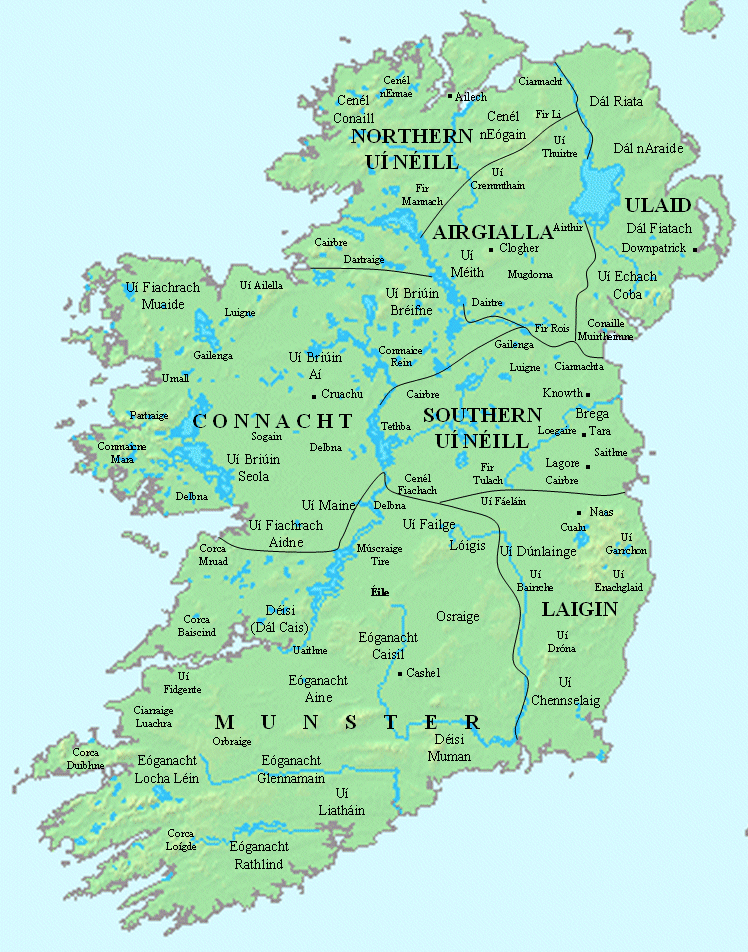
Королівства, племена, клани Ірландії в ранньому середньовіччі.

Маел Сехнайлл мак Маел Руанайд був онуком верховного короля Ірландії Доннхада Міді мак Домнайла (ірл. Donnchad Midi mac Domnaill) з клану Холмайн (ірл. Clann Cholmáin), що був «корлем Тари» у 778—797 роках. Клан Холмайн — це гілка королівського роду південних О'Нейлів (О'Нілів) (ірл. Uí Néill). Вони панували у центральній Ірландії. Хоча клан Холмайн пізніше вийшов на історичну арену як домінуючий в Ірландії. До цього серед південних О'Нейлів домінував в Ірландії клан Сіл н-Аедо Слайне (ірл. Síl nÁedo Sláine) як королі Бреги, королі Міде у VII—VIII століттях. Південні О'Нейли постійно вели важку і кровопролитну боротьбу з північними О'Нейлами — родичами, але постійними конкурентами на корону. Трон верховних королів Ірландії — «трон Тари» — титул який мав на той час більше символічне значення, аніж атрибут реальної влади, захоплювали почергово то представники клану Холмайн, то представники північного клану Кенел н-Еогайн (ірл. Cenél nEógain).
Маел Сехнайлл мак Маел Руанайд став вождем клану Холмайн та королем Міді (Міде) після того, як вбили його брата Фланна у 845 році. Потім став верховним королем Ірландії — «королем Тари» після смерті Ніалла Кайлле мак Аеда (ірл. Niall Caille mac Áeda) — верховного короля Ірландії з Клану Кенел н-Еогайн, який потонув у річці Каллан в Армі.
Вперше про Маела Сехнайлла мак Маела Руанайда згадують в ірландських літописах в 839, а потім у 841 році в повідомленнях про боротьбу за лідерство к клані Холмайн. Повідомляється, що він вбив свого двоюрідного брата Діармайта — сина Конхобара мак Доннхада (ірл. Conchobar mac Donnchada), коли Діармайт намагався скинути з трону королів Міде його батька.
До приходу до влади Маела Сехнайлла мак Маела Руанайда південні О'Нейли були роз'єднані. У 841 році Ніалл Кайлле (ірл. Niall Caille) розбив війська короля Мюнстеру Фейдліміда мак Крімпхайнна (ірл. Feidlimid mac Crimthainn) в битві на рівнині Маг н-Охтайр (ірл. Mag nÓchtair). До цього королівство Міде неодноразово сплюндровувалось і грабувалось військами Мюнстера. У той час на Ірландію часто нападали вікінги. У 845 році Ніалл Кайлле розбив вікінгів в битві на рівнині Маг Іха (ірл. Mag Itha). Наприкінці 845 року ватажок вікінгів Торгест (Thorgest) чи то Тургесіус (Turgesius) здійснив черговий напад на Ірландію — напав на монастирі Клонмакнойс та Клонферті, але був розитий військом Маела Сехнайлла мак Маела Руанайда і потонув в озері Лой Овел (ірл. Lough Owel).

## Король всієї Ірландії
Правління верховного короля Маела Сехнайлла мак Маела Руанайда знайшло відображення у пізніших джерелах. Сучасники не змогли заслужено оцінити цієї фігури ірландської історії. Про нього пишуть як про борця з навалами вікінгів. Знаходимо повідомлення про нього, зокрема, у творі «Когад Геділ ре Галлайв» — «Війна ірландців проти іноземців» (ірл. Cogadh Gaedhil re Gallaibh), у панегірику на смерть Муйрхеартаха О'Бріайна (ірл. Muircheartach Ua Briain) — онука Бріана Бору (Бріана Боройме). Літописи пишуть про часті битви і сутички Маела Сехнайлла мак Маела Руанайда з вікінгами. Король виступав в бій або самотужки, або в з союзниками — Кінаедом мак Конайнгом (ірл. Cináed mac Conaing) чи Кербаллом мак Дунлайнге (ірл. Cerball mac Dúnlainge). Хоча, як повідомляє «Літопис Ольстера» він інколи укладав спілки з вікінгами.

Основні королівства Ірландії та королівство Міде — особисті володіння верховного короля Ірландії біля 900 року

Маел Сехнайлл мак Маел Руанайд мав реальні досягнення у справі об'єднання Ірландії в єдину державу і захисту Ірландії від зовнішніх ворогів. Але ці досягнення були втрачені після його смерті. Після того як Тігернах мак Фокартай (ірл. Tigernach mac Fócartai) вбив Кінаеда (ірл. Cináed) Маел Сехнайлл мак Маел Руанайд зустрівся з королем Ольстеру Матуданом мак Муйредайгом (ірл. Matudán mac Muiredaig) та головним священиком Ольстера — абатом Арми Діармайтом (ірл. Diarmait). Під час цієї зустрічі у 852 році король Ольстеру і його королівство визнали Маела Сехнайлла мак Маела Руанайда королем всієї Ірландії. Це було закінчення боротьби між верховними королями Ірландії та королівством Ольстер і абатством Арма. У 858 році літописи називають армію Маела Сехнайлла «чоловіками Ірландії».

Прапор королівства Міде та верховного короля Ірландії

Королівство Манстер ще довгий час виявляло непокірність і Маел Сехнайлл здійснював походи туди у 854 , 856 і в 858 роках взявши заручників і данину. Під час цих походів було вбито кілька королів Мюнстера. Спроби Маела Сехнайлла об'єднати Ірландію наштовхувались на протидію амбітних мюнстерських королів з роду Еогнахта (ірл. Eóganachta), амбітних королів Осрайге (ірл. Osraige) та короля Ленстеру Кербалла мак Дунлайнге (ірл. Cerball mac Dúnlainge). Кербалл відомий, зокрема, з ісландської саги «Кйярвалр Іраконунгр» — «Kjarvalr Írakonungr». Він воював з сусідніми королівствами укладаючи спілку з вікінгами. Фрагментарний «Літопис Ірландії» ХІ століття повідомляє, що Доннхад мак Гілла Патрайк (ірл. Donnchad mac Gilla Pátraic) — король Осрайге і Ленстеру у 854 році організував похід разом з Кербаллом проти Мюнстера за наказом Маела Сехнайлла. Хоча Маел Сехнайлл сам здійснив похід на Мюнстер того ж року.
«Літопис Іннісфалена» повідомляє про похід Кербалла з союзниками з Манстера проти Маела Сехнайлла у 859 році — созники зайшли далеко на північ — в Арму. «Літопис Ольстера» повідомляє, що Кербалл напав на землі Міде з великим військом і союзниками — вікінгами — з Амлайбом (Amlaíb) та Іваром (Ivar). У цьому ж 859 році відбувся з'їзд королів та священиків Ірландії в Рахуг (ірл. Rahugh), що в нинішньому графстві Західний Міт. Ця асамблея розглядала питання об'єднання королівств Мюнстер, Ленстер та Осрайге в єдине королівство. Маел Гуале мак Доннгайле (ірл. Máel Gualae mac Donngaile) — король Мюнстеру та Кербалл начебто дали згоду, але клан Еогнахта та королівство Осрайге категорично відмовились.
Успіхи Маел Сехнайлл мак Маел Руанайд викликали занепокоєння і спротив у його ж родичів — північних О'Нейлів, які стали непримиренною опозицією і знайшли союзників серед вікінгів. Останні роки правління Маел Сехнайлл мак Маел Руанайд витратив на боротьбу з північними О'Нейлами на чолі з Аедом Фіндліахом (ірл. Áed Findliath) — сином Ніалла Кайлле. У 860 році Маел Сехнайлл повів армію, зібрану в Коннахті, Мюнстері та Ленстері проти північних О'Нейлів. Літописи повідомляють, що Аед Фіндліах (ірл. Áed Findliath) та Фланн мак Конайнг (ірл. Flann mac Conaing) здійснили нічний напад на табір Маела Сехнайлла біля Арми, який був відбитий з великими втратами для обох сторін. Бойові дії тривали в 861 році і в 862 році.

## Смерть
Маел Сехнайлл мак Маел Руанайд тихо і мирно помер у 862 році своєю смертю. Його некролог є в «Літописі Ольстера»: «Маел Сехнайлл син Маела Руанайда сина Донхада сина Домналла сина Мурхада Міді сина Діармайта Різкого сина Айрмедаха Одноокого сина Коналла Солодкий Голос сина Суїбне сина Колмана Великого сина Діармайта Червоного сина Фергуса Врімоута, король всієї Ірландії помер на третю Ферію, на другій календі грудня, на 16-му році його правління».
«Літопис Ірландії» наводить фрагмент «Плачу по Маелу Сехнайллу»: «Існує багато горя в усьому світі;
Велике нещастя трапилося серед ірландців.
Червоне вино було пролито вниз по долині;
Як король Ірландії був убитий…»
Незрозуміло чому літопис пише, що «король був убитий».
Досягнення Маела Сехнайлла мак Маела Руанайда були занедбані нащадками — Ірландія знову розкололася на дрібні королівства і клани які постійно воювали між собою, цим користалися вікінги які нещадно грабували і руйнували нещасну Ірландію.